# Orientierungsmarsch

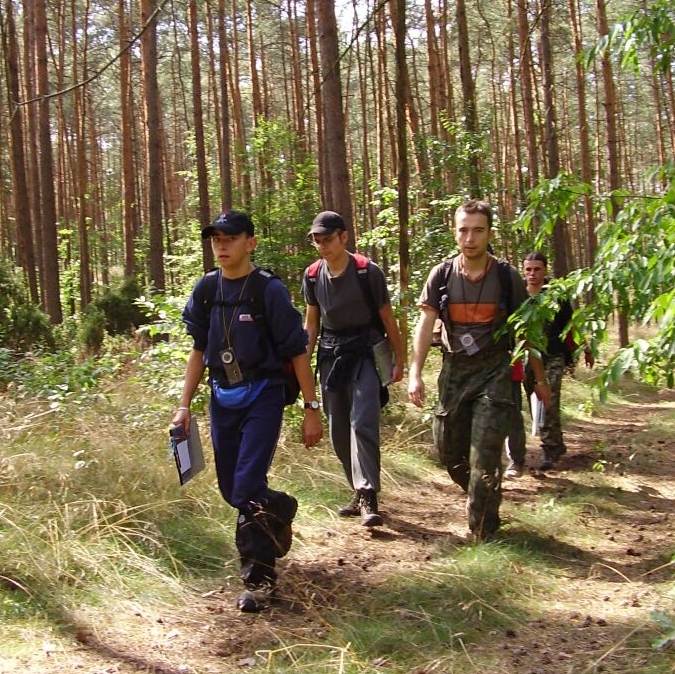
Orientierungsmarsch

Ein Orientierungsmarsch (kurz O-Marsch) ist das Zurücklegen einer Strecke im Gelände unter Einbeziehung von Orientierungsaufgaben. Er ähnelt somit der Sportart Orientierungslauf. Der Soldat soll dabei lernen, sich im Gelände zurechtzufinden. Traditionelle Hilfsmittel sind eine topographische Karte und ein Kompass. Bei Orientierungsmärschen werden häufig noch weitere Aufgaben in die Strecke integriert. Orientierungsmärsche werden etwa im Zuge militärischer Ausbildungen, aber auch bei Hilfsorganisationen oder als Freizeitvergnügen durchgeführt.
Orientierungsmärsche werden als Bestandteil der militärischen Ausbildung durchgeführt, um die Fähigkeit der Soldaten zu trainieren, einzeln oder im Trupp innerhalb einer vorgegebenen Zeit in einem fremden Gelände den Weg zu einem bestimmten Geländepunkt mit einer selbstangefertigten Wegskizze oder einem Kartenausschnitt oder nach Kompasszahl und Entfernungsangabe meist in einer Entfernung von 1500 bis 3000 m zu finden. Am Zielpunkt sind entweder Zifferntafeln verdeckt angebracht, deren Zahlen- oder Buchstaben-Zahlen-Kombination sich der Soldat merken muss, oder Ausbilder überwachen das Erreichen dieser Geländepunkte.
Bei Hilfsorganisationen werden Orientierungsmärsche (auch „Ori-Marsch“ oder „O-Marsch“ genannt) ausgetragen, um sich mit anderen Gruppen oder Ortsvereinen zu messen. Das Prinzip ähnelt dem oben beschriebenen militärischen O-Marsch. Dabei soll die Gruppe meist mit Hilfe einer Karte oder von Wegmarken den Weg zum Ausgangspunkt zurückfinden. Häufig werden dazu ein Gruppenführer und ein Kartenleser gewählt, der die Aufgabe hat, den Weg richtig zu bestimmen. Der O-Marsch kann mit Ausbildungsstationen verbunden sein, bei denen verschiedene Aufgaben zu erfüllen sind, z. B. Gedächtnis-, Gruppen-, Wasser-, Geschicklichkeitsspiele oder Erste-Hilfe-Aufgaben. Der Sieger wird durch Auswertung der Stationsergebnisse und der benötigten Zeit bestimmt.
In ähnlicher Weise veranstalten auch Pfadfinder Orientierungsmärsche, um den Umgang mit Karte und Kompass zu trainieren und den Gruppenzusammenhalt zu stärken.